# Orthonyx temminckii
Il corriceppi meridionale o corriceppi di Temminck (Orthonyx temminckii Meyer, 1874) è un uccello passeriforme della famiglia degli Orthonychidae.

## Etimologia
Il nome scientifico della specie, temminckii, è un omaggio (sebbene errato, in quanto la declinazione corretta del genitivo sarebbe temmincki) all'ornitologo olandese Coenraad Jacob Temminck.

## Descrizione

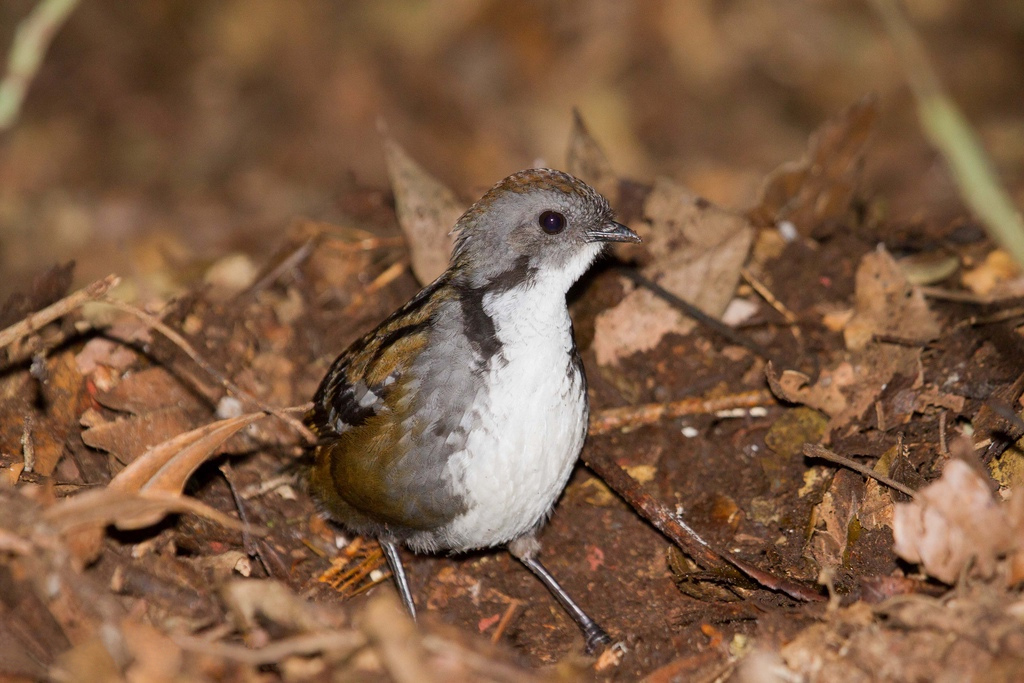
Maschio al suolo.

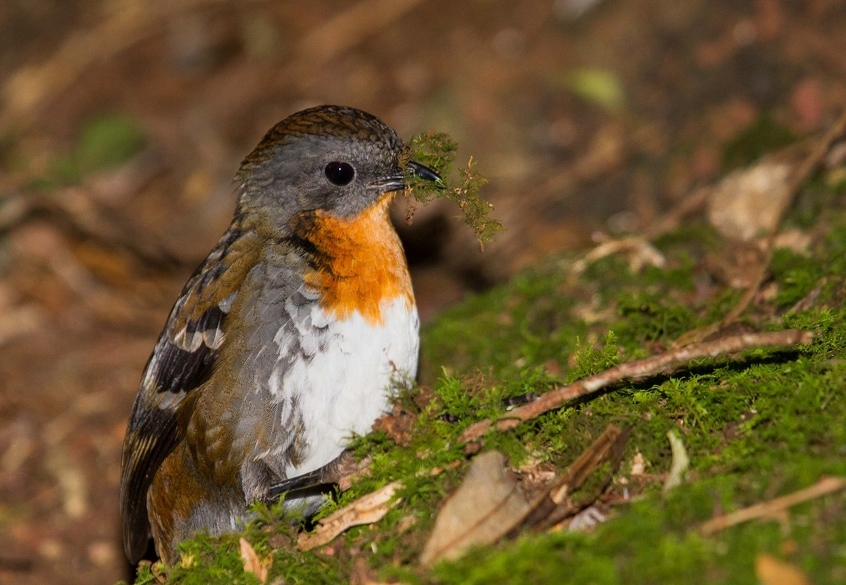
Femmina al suolo.

### Dimensioni
Misura 18–21 cm di lunghezza, per 49-75 g di peso: a parità d'età, i maschi sono più pesanti delle femmine anche di oltre un terzo.

### Aspetto
Si tratta di uccelli dall'aspetto robusto e paffuto, muniti di testa arrotondata con piccoli occhi e corto becco conico, forti zampe allungate e con dita lunghe, ali arrotondate e coda rigida e dalle penne appuntite.
Il piumaggio è grigio cenere su testa, collo e spalle, mentre fronte, vertice, nuca e dorso sono di colore bruno con singole penne munite di orlo più chiaro e tendente al beige, a dare un effetto variegato: le ali sono dello stesso colore del dorso, con copritrici primarie nere con una banda mediana grigia ed una bianca sull'orlo, mentre le remiganti sono nere con la metà distale di color ocra. La gola ed il petto sono di colore bianco candido, con due caratteristici segni a forma di "L" che delimitano il bianco dalla zona grigia di collo e scapola: ventre, fianchi, codione e coda sono invece di color rosso mattone.

Nella femmina, il bianco della gola e della parte superiore del petto diviene bruno-arancio, mentre permane quello del resto del petto: il dimorfismo sessuale è pertanto ben evidente, anche se non estremo.
In ambedue i sessi il becco e le zampe sono di colore nerastro, mentre gli occhi sono di colore bruno scuro.

## Biologia

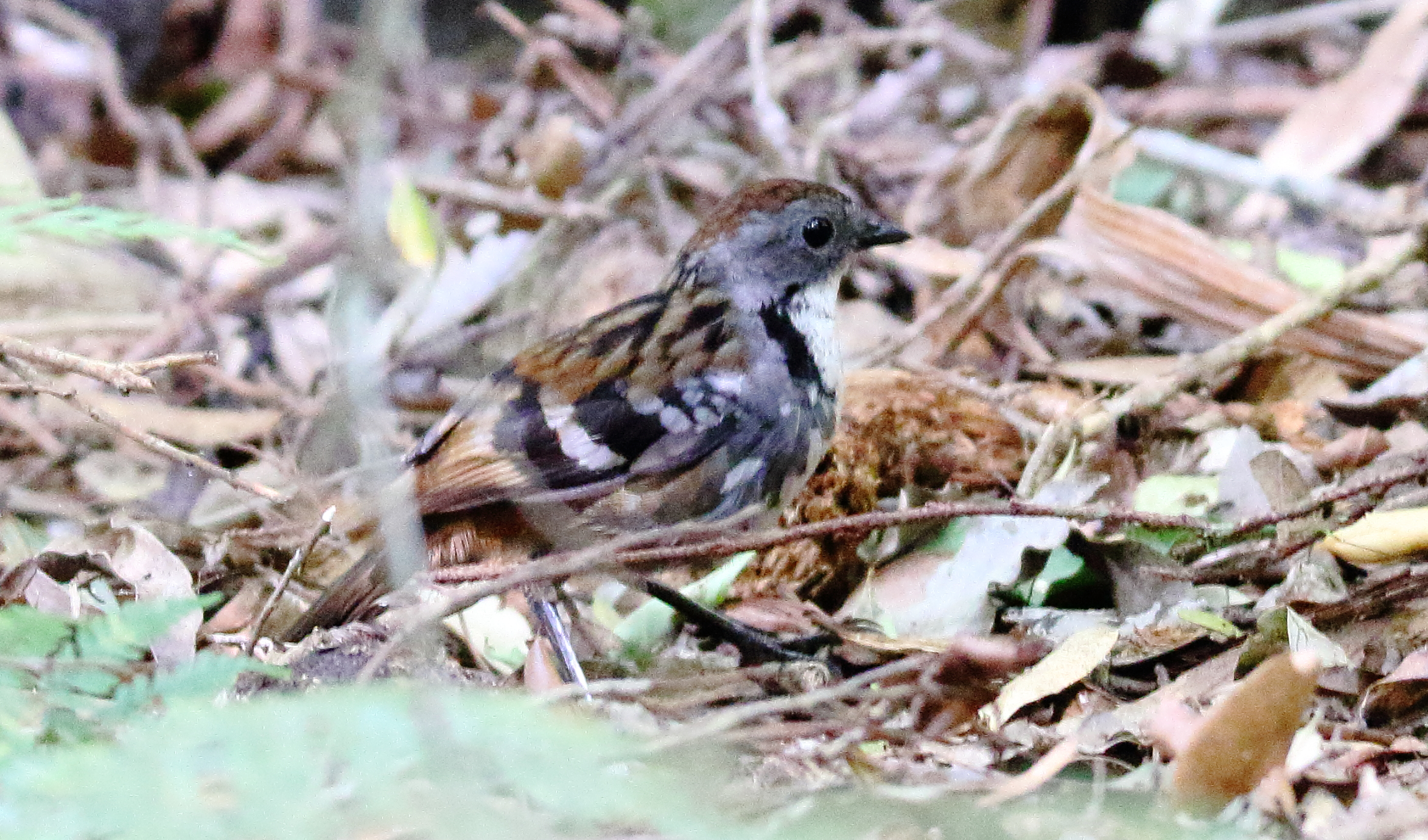
Maschio al suolo.

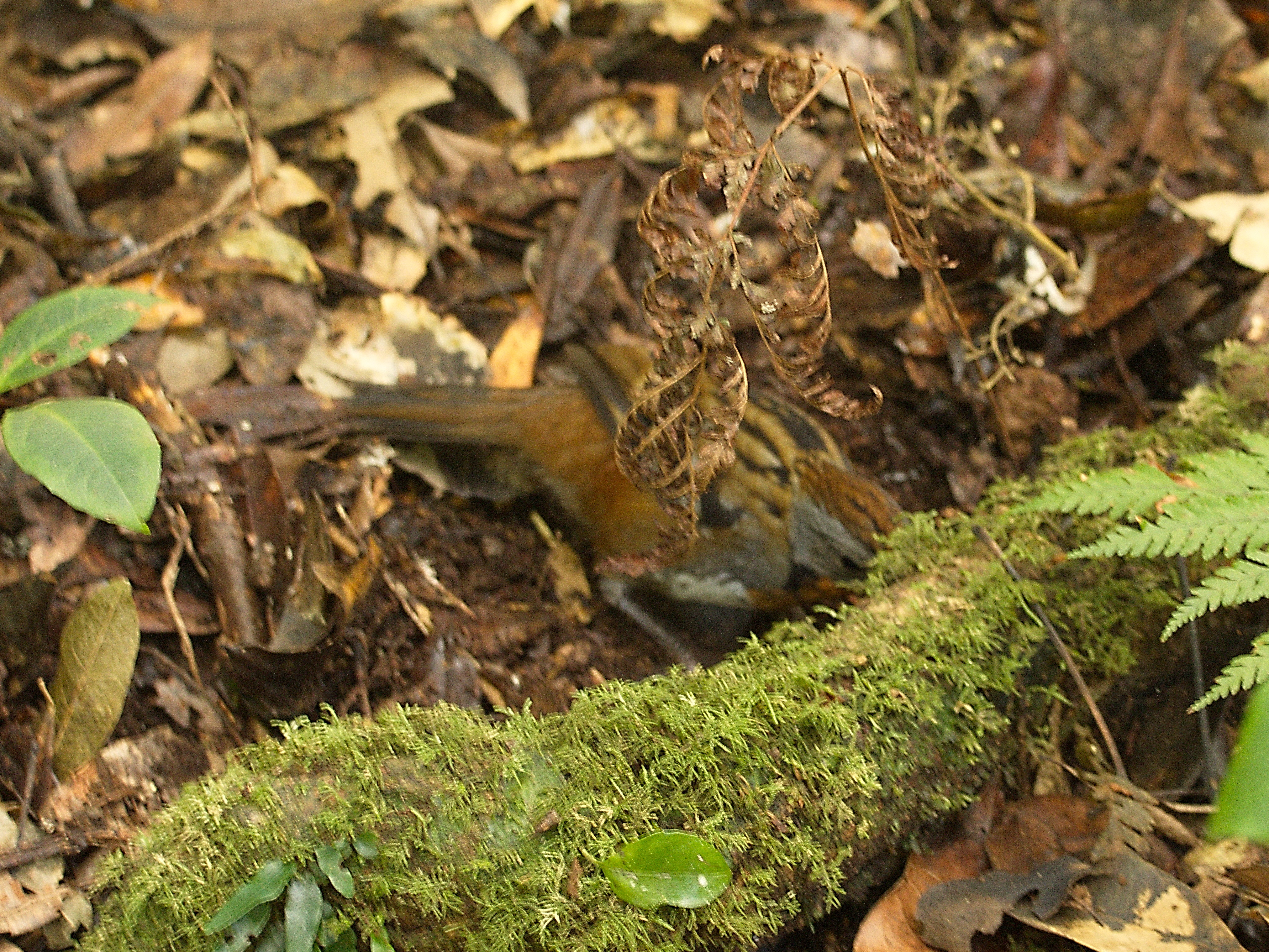
Esemplare si nutre al suolo.

Si tratta di uccelli diurni, che passano la maggior parte della giornata alla ricerca di cibo al suolo in solitaria, pur vivendo nei propri territori in coppie.
Il richiamo di questi animali è rappresentato da una sequenza alternata di note liquide alte e basse, che ricordano un cigolio metallico ripetuto: spesso i corriceppi meridionali cantano in coppia con funzione di difesa del territorio, e per espletare questa funzione prediligono le prime ore del mattino.

### Alimentazione

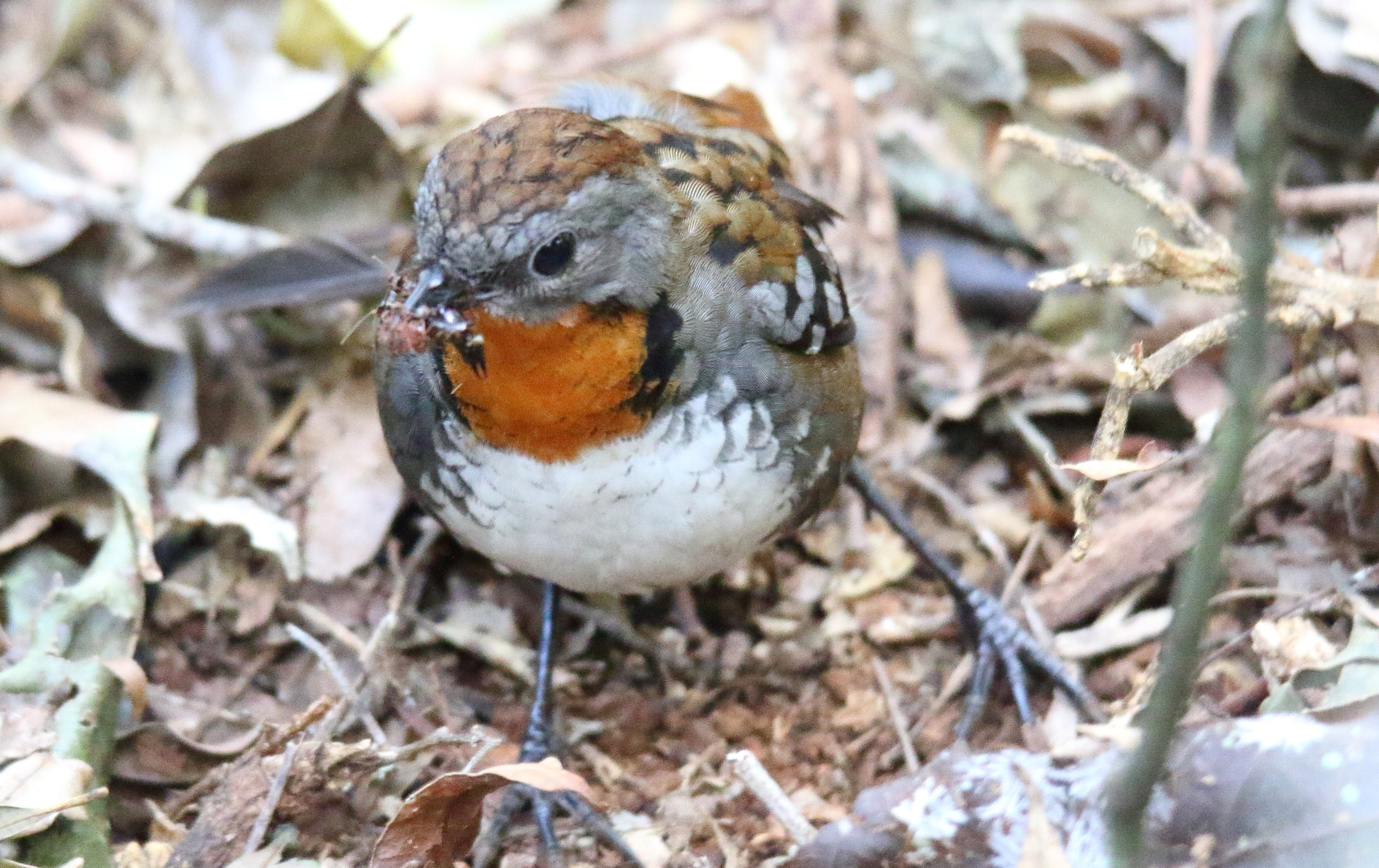
Femmina cerca il cibo al suolo.

Si tratta di uccelli insettivori, la cui dieta è costituita da insetti ed altri invertebrati, nonché dalle loro larve.
Il corriceppi meridionale cerca il cibo al suolo, spostando le foglie morte, i sassolini ed i detriti col becco e raspando con le zampe (aiutandosi a stare in equilibrio con la coda rigida) al fine di mettere allo scoperto le prede, ed utilizzandolo inoltre per sondare il terreno.

### Riproduzione
La stagione riproduttiva va da maggio ad agosto, con inizio e termine (così come il numero di covate, che sono generalmente due) largamente dipendenti dalle piogge e dalla presenza di cibo, con coppie che nidificano già in marzo o ancora in dicembre: si tratta di uccelli monogami, coi maschi che corteggiano le femmine con danze rituali simili a quelle degli uccelli lira.

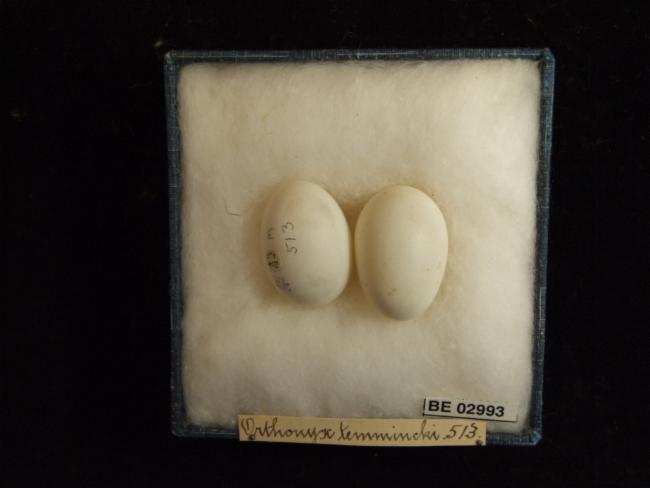
Uova conservate.

Il nido è di forma globosa e viene costruito dalla sola femmina, che lo situa sul terreno (generalmente appoggiato a un tronco, una roccia o un detrito) alla base di un cespuglio e per costruirlo si serve di rametti, foglie di felce, corteccia e muschio, foderandone l'interno con fibre vegetali e foglie morte. Al suo interno la femmina depone 1-3 uova bianche, che cova da sola per 20-25 giorni, al termine dei quali schiudono pulli ciechi ed implumi.

I nidiacei vengono accuditi dalla sola femmina: essi sono in grado d'involarsi attorno ai 16-19 giorni di vita, ma continuano a rimanere con la femmina (venendo imbeccati stavolta anche dal maschio) per almeno altre tre settimane. A questo punto, le femmine si allontanano dal nido in maniera definitiva, mentre i maschi continuano a rimanere nel territorio dei genitori anche per anni, collaborando col maschio nel difendere il territorio e la femmina in riproduzione da eventuali intrusi, conspecifici e non.

## Distribuzione e habitat

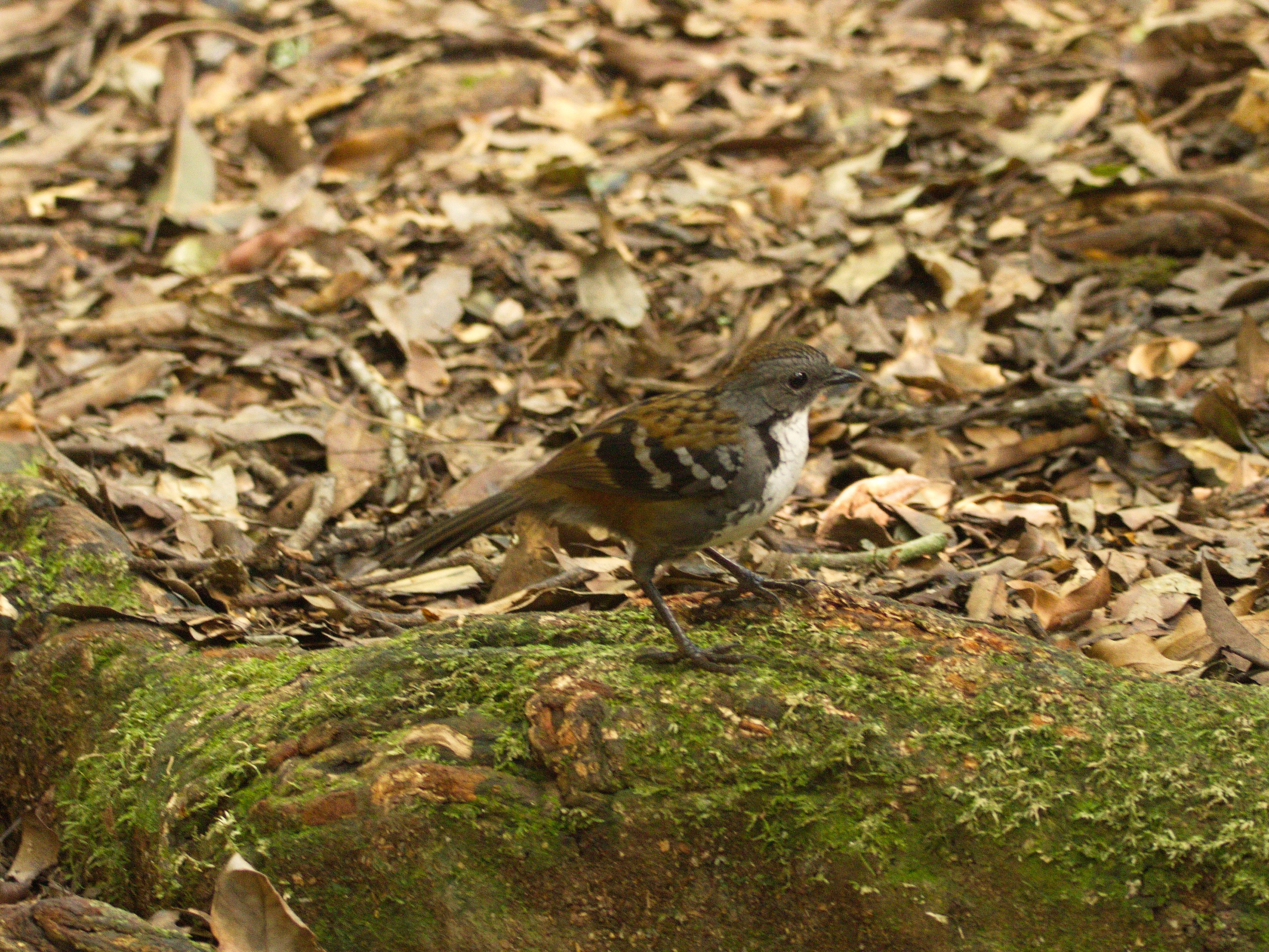
Maschio nel Queensland.

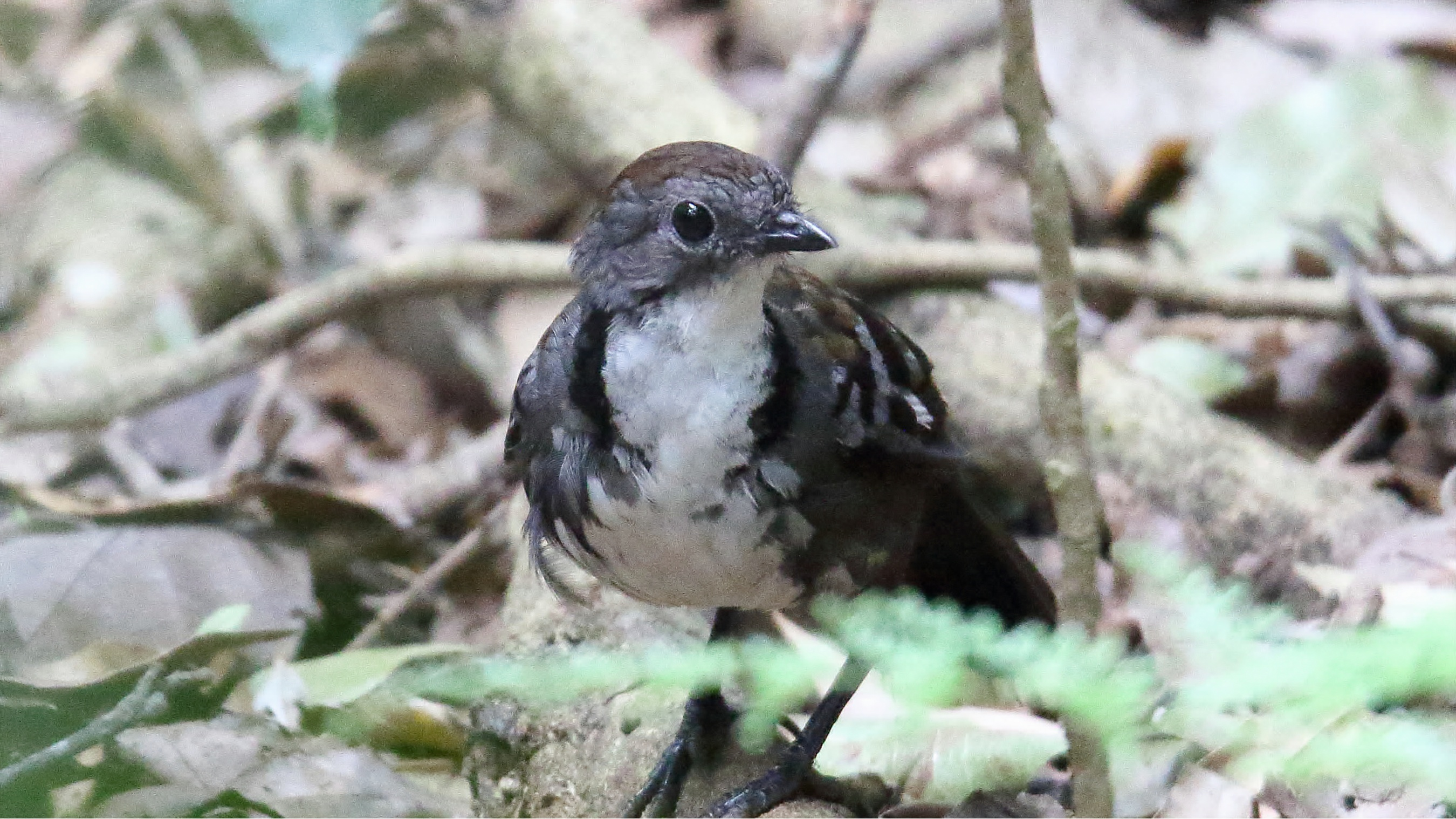
Maschio al suolo in natura.

Il corriceppi meridionale è endemico dell'Australia, della quale popola la fascia costiera orientale, dall'area a sud di Fraser Island (nel Queensland sud-orientale) a Illawarra nel Nuovo Galles del Sud.

Si tratta di uccelli stanziali, con gli esemplari inanellati che non sono mai stati osservati a più di 10 km dal sito di inanellamento.
L'habitat di questi uccelli è rappresentato dalla foresta umida temperata e subtropicale, primaria e secondaria, purché con presenza di denso sottobosco: essi popolano inoltre la foresta umida a sclerofillo.